# Berndt Harder Santesson

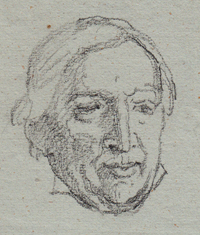
Teckning av Berndt Harder Santesson, utförd av Per Krafft den yngre.

Berndt Harder Santesson, född 15 mars 1776 på Kärralund i Örgryte socken, död 26 augusti 1862 på hemmanet Dämman i Bergs socken, Skaraborgs län, var en svensk grosshandlare och riksdagsman, först verksam i Göteborg. Han grundade 1802 Årnäs bruk. Han tillhörde släkten Santesson och var farbror till Carl Gustaf Santesson samt morbror till Gustaf Daniel Björck.

## Bakgrund
Bernt Harder Santesson vistades 1782–86 på herrnhutiska uppfostringsanstalten i Christiansfeld i dåvarande Schleswig, numera i Danmark, dit han sänts av sina föräldrar som ursprungligen var herrnhutare. De bröt dock med brödraförsamlingen efter det famösa domprostvalet i Göteborg. År 1789 sändes han till Uppsala universitet, men måste redan 1791, efter faderns död, avbryta sina studier och endast 15 år gammal vara modern behjälplig i skötseln av den ärvda stora handels- och industrirörelsen. Han blev inom kort inte bara en ivrig och duglig köpman, utan förvärvade sig även anseende för det nit, varmed han omfattade allt, som bidrog till upphjälpande av de inhemska näringarna. År 1809 valdes han till en av Göteborgs två representanter i borgarståndet.

## Göta kanal
Efter att vid detta års riksdag ha uppträtt som en av de ivrigaste förespråkarna för det av Baltzar von Platen utarbetade förslaget till anläggning av Göta kanal utsågs han 1810 av regeringen till en av de sex kommitterade, som fick i uppdrag att organisera kanalbolaget. Göta kanal blev sedermera det stora verk, åt vilket Bernt Harder Santesson ägnade större delen av sitt liv och sin förmögenhet. Det var han som genom sina kraftiga riksdagsanföranden mest bidrog att hos ständerna utverka de betydliga statsbidrag, som kanalbolaget efter hand erhöll, liksom det också var han, vilken bar den tyngsta bördan av bolagets ekonomiska och finansiella bekymmer, med den följden att han i bolagets tjänst förlorade nästan hela sin betydliga förmögenhet. Den belöning han erhöll för sin patriotiska verksamhet utgjordes av kommerserådstiteln och ett par ordnar samt en årlig pension av 1.000 riksdaler banko, hälften av ständerna och hälften av kanalbolaget.

## Andra verksamhetsområden
Santesson verkade även inom andra områden. Sålunda inlade han stor förtjänst om utvecklingen av Motala mekaniska verkstad, dit han 1837 flyttade sin bostad, som disponent för inrättningen, samt om förbättringen av segelfarten på Göta älv och ombyggnaden av Trollhätte slussar. Han framställde också förslag om konvojkommissariatsfondens ombildning till en handels- och sjöfartsfond, ett förslag som 1835 vann samtliga ständernas bifall. Vid riksdagarna, där han med undantag av ett par riksmöten representerade Göteborg till och med år 1835, arbetade han dessutom särskilt för en ombildning av beskattningsväsendet, företrädesvis i fråga om bevillningsgrunderna. År 1838 utnämndes han till ordförande i kanalbolagets styrelse, men då detta väckte avund avgick han 1839 såväl från ordförandeplatsen som från befattningen som disponent vid den mekaniska verkstaden.